# ایندوراما کورپوریشن
ایندوراما کورپوریشن (انگلیسی: Indorama Corporation) شرکت خوشه‌ای تایلندی است، که در سال ۱۹۷۶ تأسیس شد.